# 三花聚頂
三花聚頂，是一種主要由道教修行者傳承的內功心法，也是一個內丹修習者的術語。

## 概略
在古代，「花」與「華」通，「華」乃是「花」的本字，故而「三花」就是「三華」，表示人體精氣神之榮華。所謂「聚頂」就是精氣神混一而聚於玄關一竅。蕭廷芝《金丹大成集》說：「問三花聚頂。答曰：神氣精混而為一也。玄關一竅，乃神氣精之穴也。」這裏的「頂」有特指意義，它表示「天宮內院」。所謂「天宮」指腦部，「內院」就是以印堂穴與百會穴垂直線為中心點的腦部內空間。「三花聚頂」是一種內丹功的上乘狀態，這種狀態的出現必須經過循序漸進的煉養過程。古代道教內丹家由於害怕洩漏天機，又擔心大道失傳，便以含蓄的符號象徵方式來表達。於是，有關「三花」的名稱便有許多轉換的形式。
從本質上看，「三花」的內在意義乃是「三陽」。所謂「三陽」也就是陰中之陽，陽中之陽，陰陽中之陽。「三陽」之說來自五行與天乾的轉換。在中國古代，以「水」代表北方，於天干為壬癸，在人體則與腎臟相對應；以「火」代表南方，於天干為丙丁，在人體則與心臟相對應；以金代表西方，於天干為庚辛，在人體則與肺臟相對應。腎主精，心主神、肺主氣。水在北方為陰方，所對應的天干壬癸，一陰一陽，壬為陽，癸為陰，所謂「陰中之陽」指的就是代表北方兩個天干之中的「壬」；火在南方為陽方，所對應的天干丙丁，也是一陰一陽，丙為陽而丁為陰，所謂「陽中之陽」指的是代表南方兩個丙丁中的丙；金在西方為陰方，所對應的肺臟吐故納新，交接內外表裏，故有陰陽轉換之性，所謂「陰陽中之陽」指的是代表西方和肺臟的天干庚辛中的「庚」。
內丹學講究「煉精化氣」就是去腎水中的癸，而升壬；「煉氣化神」就是去肺金中的辛，而升庚；「煉神還虛」，也就是去心火中的丁，而升丙。其壬、庚、丙，象徵精氣神中的「三陽」，經過進火而昇華，最後聚於泥丸宮，這就叫做「三花聚頂」。頂者，鼎也。革故鼎新，脫胎換骨，則成聖明境界，到了這樣的境界，則骨體榮華煥發，光芒四射。此時，精氣神已從分的狀態而回歸於「合」的狀態，恍若金花片片自現於空中，這是內功的美好結果，所以，「花」也就是「華」。

### 《黃帝陰符經》「三花聚頂，五氣朝元」
丹道源自道教。道教教徒相信道法無遠弗屆充斥無邊宇宙，人類通過某些方式可以達到與道合一的境界，這些人稱為後天神仙，最高修為者也可以達到天尊。後天神仙「本體虛空，超出三界」，精氣神之花和五臟五行之氣，聚於頂部印堂穴和百會穴，對他們意義不大！
《黃帝陰符經》是道教非常重要的經典，是道士必須誦習的經書。「陰符」就是「默契」。《黃帝陰符經》的正法是「至靜、盜機、抱一」。它就是「至靜而可以動靜」的深不可測、「三盜宜，動其機」的靈通流暢和「四海之內皆兄弟也」的極致「宇宙在乎手，萬物生乎身」。
道教《黃帝陰符經》的教義中，與「道」默契的境界是神仙抱一演道、富國安民演法、強兵戰勝演術，智仁勇三者圓融一體的境界。所以「三花」就是智仁勇三者圓融一體的「大道之花」；「頂」就是「與道默契的最高境界」；「三花聚頂」就是「智仁勇三者圓融一體的大道之花集聚開放於與道默契的最高境界」。
《黃帝陰符經》上篇神仙抱一演道章曰：「天有五賊，見之者昌。五賊在心，施行於天，宇宙在乎手，萬物生乎身。」「五賊」就是「五行」；「元」就是「『宇宙在乎手，萬物生乎身』的終極境界」。「五氣朝元」就是「天地間之五行朝服於『本體虛空，超出三界』之『宇宙在乎手，萬物生乎身』的終極境界」。
禪定至心中無念身體自會五氣朝元。

## 著名案例
- 武俠小說《射鵰英雄傳》第十一回
- 電影《射鵰英雄傳之東成西就》（虛構模仿）
- 電影《太極1從零開始》（楊露禪的天生異能）